# 胡經 (嘉靖戊戌進士)
胡經（1500年—？），字伯常，河南彰德府磁州人，民籍，明朝政治人物。

## 生平
嘉靖七年（1528年）河南鄉試第四名舉人。嘉靖十七年（1538年）中式戊戌科會試第一百三十二名，登第三甲第九十六名進士。授长子县知县，擢国子监丞，历遷户部员外郎，興利除弊，所至有聲。轉襄王府長史，後致仕家居。

## 家族
曾祖胡英；祖父胡仲友；父胡廣。母柯氏。永感下。